# Логограф (история)
Вижте пояснителната страница за други значения на Логограф.
Логограф (от древногръцки λογογράφος, logographos, съставено от λόγος, logos, тук със значение „разказ“ или „проза“ и γράφω, grapho, „пиша“) в историографията се наричат гръцките автори и хроникьори от времето преди Херодот, „бащата на историята“. Самият Херодот нарича своите предшественици λογοποιοί (logopoioi, от ποιέω, poieo, „правя“).

## История
Тукидид първи въвежда термина спрямо всички свои предшественици, и то в пренебрежителен смисъл, за да ги разграничи от атинските историографи. Появата им се свързва с гръцките полиси по крайбрежието на Мала Азия, Йония и нейните острови, които са с благоприятно географско разположение за събиране на знания както от запад, така и от изток.

## Стил
Прозата на логографите има за цел да обслужва практически цели. Причината е, че след възникването на новите селища има нужда да се обясни произходът на различните общности (родови, политически, социални, семейни). Така се появява необходимост да се правят генеалогии и каталози, които да свързват етносите и полисите, да обединяват в хроники местните предания, да фиксират родословията.
Тези автори пишат на йонийски диалект и в стил, който е прозаичен (немерена реч), макар че запазват поетичния характер на епичния модел. Опитват се да подходят критично към текущите легенди и традиции, свързани с основаването на градове, генеалогията на управляващите династии, както и с обичаите на народите си. Затова са по-скоро хроникьори, отколкото историци.
Друг клон от йонийската проза се опитва да запише сведения и наблюдения, придобити по време на колонизациите, от разказите на мореплаватели и търговци, посредници и авантюристи. В тези повествования се смесват географски и етнографски данни с обичаи и вярвания, случки от действителността и др.

## Представители
Обикновено се различават по-стари и по-млади логографи. Сред по-старите са Кадъм от Милет – предполагаемо митологична личност и Хекатей от Милет – пътешественик, който описва различни райони от познатия тогава свят. Той има редица последователи: Харон от Лампсак, Акусилай от Аргос, Ферекид от Атина, Ксант от Лидия.
От по-младото поколение най-прочут е Хеланик от Митилини на о. Лесбос – съвременник на Херодот и Тукидид.